# Jorge Vergara
Jorge Carlos Vergara Madrigal (Guadalajara, 3 marzo 1955 – New York, 15 novembre 2019) è stato un imprenditore, dirigente sportivo e produttore cinematografico messicano, fondatore della Omnilife e presidente del Club Deportivo Guadalajara.

## Biografia

### Origini e primi passi
Nato ad Guadalajara, fin da giovane iniziò la sua carriera imprenditoriale, vendendo anche illegalmente i suoi prodotti in attesa dell'approvazione del governo messicano per il commercio degli integratori alimentari. 

### Business
Vergara fondò l'azienda Omnilife nel 1991, i cui prodotti attualmente vengono esportati in circa 23 nazioni, per un fatturato che raggiunge quasi i 4 miliardi di dollari annui.
Oltre all'azienda di alimentari "Omnilife" possedeva jet privati e fu attivo nel settore immobiliare del suo paese. 
Vergara diventò proprietario del Club Deportivo Guadalajara nel 2002, portando in poco tempo la squadra ai vertici del campionato messicano. Grazie a lui fu costruito lo Stadio Omnilife. Inoltre fondò un club nella Major League Soccer ovvero il campionato americano Club Deportivo Chivas USA. Sempre nel contesto calcistico, Vergara fu dal 2003 al 2011 il proprietario di una squadra della Costa Rica, il Club Deportivo Saprissa, che sotto la sua presidenza conquistò molti trofei nazionali, arrivando a partecipare all'edizione 2005 del Mondiale per Club, prima di cederla nel 2011.

### La trattativa col Calcio Catania
Nell'estate del 2016 Jorge Vergara manifestò l'interesse all'acquisizione del Calcio Catania, precipitato in Lega Pro per le note vicende che hanno coinvolto nel 2015 il Patron del Club rosso-azzurro Antonino Pulvirenti. Il 1º luglio 2016 Vergara, insieme ad altri Dirigenti del Gruppo Omnilife, visitò l'imponente Centro Sportivo di Torre del Grifo e incontrò i Dirigenti rossazzurri per avviare la trattativa di acquisizione del Club, ma il 5 settembre 2016 rinunciò ufficialmente all'acquisto tramite un comunicato pubblicato dal sito ufficiale del Calcio Catania ed inviato dallo Studio Catarraso, Advisor del Gruppo Omnilife in Europa.  Archiviato l'8 ottobre 2020 in Internet Archive.

### Morte
È venuto a mancare il 15 novembre 2019 a New York. Aveva sei figli: Yelena Vergara, Amaury Vergara, Kenia Vergara, Uma Vergara, Valentina Vergara e Mariaignacia Vergara.

## Filmografia
- The Assassination
- Y tu mamá también - Anche tua madre (Y tu mamá también)